# Atletiek op de Olympische Zomerspelen 2008 - 5000 meter mannen
De 5.000 m voor mannen op de Olympische Spelen van 2008 in Peking vond plaats op 20 augustus (series) en 23 augustus (finale) in het Nationale Stadion van Peking. De wedstrijd werd gewonnen door de Ethiopiër Kenenisa Bekele met een verbetering van het olympisch record tot 12.57,82.

## Kwalificatie
Elk Nationaal Olympisch Comité mocht drie atleten afvaardigen die in de kwalificatieperiode (1 januari 2007 tot 23 juli 2008) aan de A-limiet voldeden (13.21,50). Een NOC mocht een atleet afvaardigen, die in dezelfde kwalificatieperiode aan de B-limiet voldeed (13.28,00).

## Records
Voor dit onderdeel waren het wereldrecord en olympisch record als volgt.
| Wereldrecord     | 12.37,35 | Kenenisa Bekele | ETH | Hengelo     | 31 mei 2004      |
| Olympisch record | 13.05,59 | Saïd Aouita     | MAR | Los Angeles | 11 augustus 1984 |

## Uitslagen
De volgende afkortingen worden gebruikt:
- Q Gekwalificeerd op basis van finishpositie
- q Gekwalificeerd op basis van finishtijd
- DNS Niet gestart
- DNF Niet aangekomen
- PB Persoonlijke besttijd
- SB Beste seizoensprestatie
- NR Nationaal record

### Series
Serie 1 - 20 augustus 2008 - 20:15
| Rang | Atleet               | Land | Tijd       | Extra |
| ---- | -------------------- | ---- | ---------- | ----- |
| 1    | Matt Tegenkamp       | USA  | 13.37,36 Q | .     |
| 2    | Eliud Kipchoge       | KEN  | 13.37,50 Q | .     |
| 3    | Tariku Bekele        | ETH  | 13.37,62 Q | .     |
| 4    | Kidane Tadasse       | ERI  | 13.37,72 Q | .     |
| 5    | Aelemayehu Bezabeh   | ESP  | 13.37,88 q | .     |
| 6    | Alistair Cragg       | IRL  | 13.38,57 q | .     |
| 7    | Juan Luis Barrios    | MEX  | 13.42,39 q | .     |
| 8    | Anis Selmouni        | MAR  | 13.43,70   | .     |
| 9    | Aadam Ismaeel Khamis | BRN  | 13.44,72   | .     |
| 10   | Collis Birmingham    | AUS  | 13.44,90   | .     |
| 11   | Geofrey Kusuro       | UGA  | 13.50,50   | .     |
| 12   | Sultan Khamis Zaman  | QAT  | 13.53,38   | .     |
| 13   | Takayuki Matsumiya   | JPN  | 14.20,24   | .     |
| 14   | Soe Min Thu          | MYA  | 15.50,56   | .     |

Serie 2 - 20 augustus 2008 - 20:35
| Rang | Atleet              | Land | Tijd       | Extra |
| ---- | ------------------- | ---- | ---------- | ----- |
| 1    | Edwin Cheruiyot Soi | KEN  | 13.46,41 Q | .     |
| 2    | Moses Kipsiro       | UGA  | 13.46,58 Q | .     |
| 3    | Abreham Cherkos     | ETH  | 13.47,60 Q | .     |
| 4    | Jesús España        | ESP  | 13.47,88 Q | .     |
| 5    | Ali Abdalla         | ERI  | 13.49,68   | .     |
| 6    | Mo Farah            | GBR  | 13.50,95   | .     |
| 7    | Adrian Blincoe      | NZL  | 13.55,27   | .     |
| 8    | Mourad Marofit      | MAR  | 14.00,76   | .     |
| 9    | Ian Dobson          | USA  | 14.05,74   | .     |
| 10   | Tonny Wamulwa       | ZAM  | 14.06,97   | .     |
| 11   | Kevin Sullivan      | CAN  | 14.09,16   |       |

Serie 3 - 20 augustus 2008 - 20:55
| Rang | Atleet                      | Land | Tijd       | Extra |
| ---- | --------------------------- | ---- | ---------- | ----- |
| 1    | Bernard Lagat               | USA  | 13.39,70 Q |       |
| 2    | James Kwalia C'Kurui        | QAT  | 13.39,96 Q |       |
| 3    | Kenenisa Bekele             | ETH  | 13.40,13 Q |       |
| 4    | Thomas Pkemei Longosiwa     | KEN  | 13.41,30 Q | .     |
| 5    | Craig Mottram               | AUS  | 13.44,39   | .     |
| 6    | Moukheld Al-Outaibi         | KSA  | 13.47,00   | .     |
| 7    | Kensuke Takezawa            | JPN  | 13.49,42   | SB    |
| 8    | Monder Rizki                | BEL  | 13.54,41   | .     |
| 9    | Alberto García              | ESP  | 13.58,20   | .     |
| 10   | Philipphe Bandi             | SUI  | 13.59,68   | .     |
| 11   | Abdelaziz Ennaji El Idrissi | MAR  | 14.05,30   | .     |
| 12   | Abdinasir Said Ibrahim      | MAR  | 14.05,30   | .     |
| 13   | Selim Bayrak                | TUR  | DNS        | .     |
| 14   | Hassan Mahboob              | BRN  | DNS        | .     |
| 15   | David Galvan                | ESP  | DNS        | .     |

### Finale
23 augustus 2008 20:10
| Rang   | Atleet                  | Land | Tijd     | Extra |
| ------ | ----------------------- | ---- | -------- | ----- |
| Goud   | Kenenisa Bekele         | ETH  | 12.57,82 | (OR)  |
| Zilver | Eliud Kipchoge          | KEN  | 13.02,80 | .     |
| Brons  | Edwin Cheruiyot Soi     | KEN  | 13.06,22 | (SB)  |
| 4      | Moses Kipsiro           | UGA  | 13.10,56 | .     |
| 5      | Abreham Cherkos         | ETH  | 13.16,46 | .     |
| 6      | Tariku Bekele           | ETH  | 13.19,06 | .     |
| 7      | Juan Luis Barrios       | MEX  | 13.19,79 | (SB)  |
| 8      | James Kwalia C'Kurui    | QAT  | 13.23,48 | .     |
| 9      | Bernard Lagat           | USA  | 13.26,89 | .     |
| 10     | Kidane Tadasse          | ERI  | 13.28,40 | .     |
| 11     | Aelemayehu Bezabeh      | ESP  | 13.30,48 | .     |
| 12     | Thomas Pkemei Longosiwa | KEN  | 13.31,34 | .     |
| 13     | Matt Tegenkamp          | USA  | 13.33,13 | .     |
| 14     | Jesús España            | ESP  | 13.55,94 | .     |
| .      | Alistair Cragg          | IRL  | DNF      | .     |